# Molnár Zoltán (labdarúgó, 1971)
Molnár Zoltán (Kisvárda, 1971. január 9. –) magyar labdarúgó. Első NB I-es mérkőzése 1992. augusztus 15. Nyíregyháza Spartacus - Újpest FC volt, ahol csapata szoros mérkőzésen 1-1-es döntetlent ért el a fővárosi klub ellen.